# Edward Campbell Sutherland
Edward Campbell Sutherland (Londres, Inglaterra, 28 de marzo de 2000), más conocido como Teddy, es un futbolista inglés que juega de extremo derecho y actualmente pertenece a la plantilla del Yeclano Deportivo de la Primera Federación.

## Trayectoria
Nacido en Londres, es un centrocampista británico formado en las categorías inferiores del Villarreal CF, EF Ciudad Jardín de Cartagena y FC Cartagena.
Tras destacar en el Juvenil "A" del FC Cartagena, en la temporada 2016-17 ascendió al filial, y llegó a debutar en el primer equipo, de la mano de Alberto Monteagudo, en febrero de 2017 contra el CSKA de Moscú en el Torneo Carabela de Plata, y oficialmente lo haría después, en el mes de mayo de 2017, cuando debutó en la Segunda División B, sustituyendo a Germán en el último partido de liga regular frente al Recreativo de Huelva en el Estadio Cartagonova.
La temporada 2017-18 fue integrante del FC Cartagena B, con el que disputó 27 encuentros en la Tercera División, siendo uno de los destacados, lo que le valió para firmar por el Getafe CF en categoría juvenil, donde la temporada 2018-19 jugó 24 encuentros en División de Honor. 
En la temporada 2019-20, firmó por el Elche Ilicitano Club de Fútbol del Grupo VI de la Tercera División, con el que disputó 21 partidos.
El 18 de septiembre de 2020, firma por el FC Cartagena B de la Tercera División.
El 22 de marzo de 2021, hace su debut en la Segunda División de España en una derrota frente al Albacete Balompié por dos goles a cero.
Más tarde, jugaría en varios partidos en la Segunda División de España a las órdenes de Luis Carrión, frente a Málaga CF, Real Zaragoza y AD Alcorcón.
El 2 de septiembre de 2021, el jugador firma Club Atlético de Madrid "B" de la Tercera División RFEF, cedido por el F. C. Cartagena debido a su situación de extracomunitario por una temporada.
El 12 de agosto de 2023, firma por el Linares Deportivo de la Primera Federación.
El 15 de julio de 2024, ficha por el Yeclano Deportivo.